# Piper bantamense
Piper bantamense är en pepparväxtart som beskrevs av Carl Ludwig von Blume. Piper bantamense ingår i släktet Piper och familjen pepparväxter. Inga underarter finns listade i Catalogue of Life.